# Alistair Carmichael
Alexander Morrison "Alistair" Carmichael, född 15 juli 1965 på Islay i Skottland, är en brittisk (skotsk) politiker (Liberaldemokraterna). Han är ledamot av underhuset för Orkney and Shetland sedan 2001.
Carmichael var minister för Skottland i regeringen Cameron från oktober 2013 till maj 2015.